# Memotech (entreprise)
Pour les articles homonymes, voir Memotech.
Memotech est une entreprise fondée par Geoff Boyd et Robert Branton à Witney dans l'Oxfordshire en Angleterre.

## Histoire
Les deux fondateurs ont commencé au début des années 1980 en produisant des packs d'extension de mémoire ("RAMpacks") et d'autres extensions matérielles pour le Sinclair ZX81.
Cependant, ils ont fini par développer et vendre leur propre famille d'ordinateurs, Memotech MTX, qui comprenait les modèles suivants : MTX500, MTX512 et RS128.
Bien qu'ils aient été appréciés, ces ordinateurs n'ont pas connu de succès commerciaux et l'entreprise a été mise en redressement judiciaire en 1985.
Robert Branton avait quitté l'entreprise en 1985 lorsque la situation financière s'était détériorée et lorsque Memotech Limited faisait faillite, Geoff Boyd a acquis les actifs de l'ancienne entreprise et a relancé la société sous le nom de Memotech Computers Limited en février 1986. Boyd a continué à commercialiser et à supporter le MTX500, MTX512 et RS128 avec le dernier ordinateur MTX, le MTX512S2 étant mis sur le marché à la fin de 1986.